# President dels Estats Confederats d'Amèrica
El President dels Estats Confederats d'Amèrica va ser el Cap d'Estat i Cap de Govern dels Estats Confederats d'Amèrica, que es van formar a partir dels estats que van declarar la seva secessió dels Estats Units. L'única persona per ocupar el càrrec va ser Jefferson Davis. Va ser President del 18 de febrer de 1861, al 5 de maig de 1865, i el seu vicepresident va ser Alexander Hamilton Stephens. Howell Cobb, com a president provisional del Congrés de la Confederació, va ser el més alt oficial de la Confederació abans de l'elecció de Davis, però no va ostentar mai el càrrec en si de President dels Estats Confederats.

## Presidència
D'acord amb la Constitució dels Estats Confederats, l'oficina del presidencial va ser igual que el del President dels Estats Units. El president seria: 
- Aquest seria elegit per un col·legi electoral de cada estat de la Confederació. Cada estat tenia com electors els membres electes en el Congrés de la Confederació (més els senadors representants).
- Elegit conjuntament amb un vicepresident (però el president i vicepresident no podien ser ciutadans del mateix Estat)
- Que fora un ciutadà nascut a la Confederació o nascut als Estats Units abans del 20 de desembre de 1860 i que "hagi estat catorze anys resident dins dels límits dels estats confederats "
- I amb almenys trenta-cinc anys

## Jurament de l'Oficina
Igual que el jurament del càrrec de President dels Estats Units, el jurament o promesa del càrrec de President dels Estats Confederats es va establir a la Constitució dels Estats Confederats i era obligatòria per un president en iniciar un mandat de jurar-la. El text, gairebé una còpia exacta de la versió dels Estats Units, va ser establerta per la Constitució (article II, secció 1, clàusula 10), de la següent manera:
| « | Juro solemnement (o afirmo) que exerciré fidelment el càrrec de President dels Estats Confederats, i, potser de la meva capacitat, preservar, protegir i defensar la Constitució de la mateixa. | » |

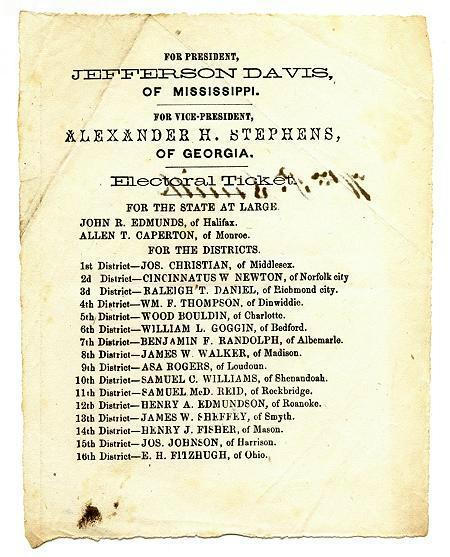
Butlleta electoral del 1861

Com amb gairebé tots els presidents dels Estats Units, en prendre el jurament el 18 de febrer de 1861, Jefferson Davis va afegir les paraules "Que Déu m'ajudi" al final del jurament.

## Poders
El President de la Confederació posseïa les mateixes facultats que el President dels Estats Units. Encara que no podria proposar directament una legislació, amb el poder de nomenar els membres de la Cort Suprema dels Estats Confederats, ambaixadors, membres del gabinet i altres funcionaris de l'executiu per ser aprovats pel Senat.
També era Comandant en Cap de l'Exèrcit dels Estats Confederats i podia vetar sobre la legislació dels Estats.
El president podria ser destituït pel Congrés per "traïció, suborn o altres delictes i faltes greus".

## Les diferències

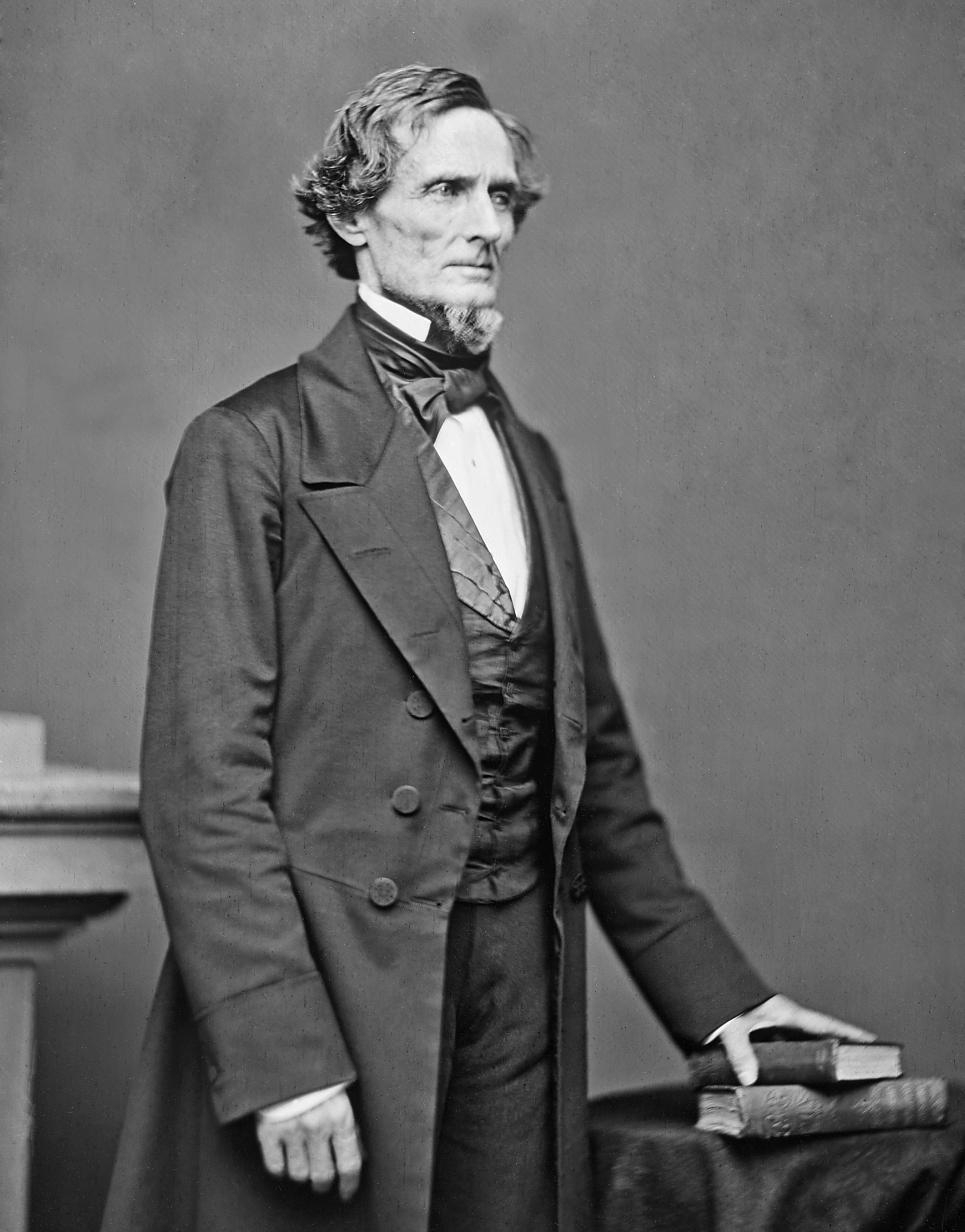
Jefferson Davis primer i únic president.

Hi va haver algunes diferències clau entre el President de la Confederació i el President dels Estats Units: 
A diferència dels Estats Units, el que va permetre la reelecció indefinida (fins a l'aprovació de l'esmena 22 a 1951) tant del President i Vicepresident després d'un període de quatre anys, la Confederació va donar aquestes oficines períodes de sis anys, però el President no podia ser reelegit. Després de la guerra, aquesta innovació assolia molta popularitat en la reconstituïda Unió, sobretot de ser aprovat per Rutherford B. Hayes en el seu discurs inaugural.
El president de la Confederació tenia la capacitat de sotmetre un projecte de llei a un veto de partides individuals, poder també en mans de la majoria dels governadors estatals.

## El vicepresident
El vicepresident dels Estats Confederats d'Amèrica fou Alexander Hamilton Stephens, de Geòrgia, que va servir sota el mandat de Jefferson Davis, de Mississipi del 18 de febrer de 1861 fins a l'11 de maig de 1865. Tots dos van ser elegits sense oposició. Se'ls considerava provisionals titulars del mandat, fins a 6 de novembre de 1861.
D'acord amb la Constitució dels Estats Confederats, l'oficina del vicepresident va ser gairebé totalment idèntica a la del vicepresident dels Estats Units.